# Escopete
Escopete ist ein zentralspanischer Ort und eine Gemeinde (municipio) mit nur noch 79 Einwohnern (Stand: 2024) in der Provinz Guadalajara in der Autonomen Region Kastilien-La Mancha.  Die Gemeinde gehört zur dünnbesiedelten Region der Serranía Celtibérica.

## Lage und Klima
Der ca. 835 m hoch gelegene Ort Escopete liegt im Zentrum der Landschaft der Alcarria ca. 300 m nördlich einer Flussschleife des Tajo im Norden des Südteils der Iberischen Hochebene (meseta). Guadalajara, die Provinzhauptstadt, ist gut 47 km (Fahrtstrecke) in nordwestlicher Richtung entfernt; der sehenswerte Ort Pastrana liegt nur etwa 10 km östlich. Das Klima im Winter ist gemäßigt, im Sommer dagegen warm bis heiß; die eher geringen Niederschlagsmengen (ca. 455 mm/Jahr) fallen – mit Ausnahme der nahezu regenlosen Sommermonate – verteilt übers ganze Jahr.

## Bevölkerungsentwicklung
| Jahr      | 1857 | 1900 | 1950 | 2000 | 2019 |
| Einwohner | 295  | 332  | 390  | 60   | 57   |

Infolge der Mechanisierung der Landwirtschaft, der Aufgabe bäuerlicher Kleinbetriebe und des daraus resultierenden Verlusts von Arbeitsplätzen ist die Einwohnerzahl der Gemeinde seit der Mitte des 20. Jahrhunderts deutlich zurückgegangen (Landflucht).

## Wirtschaft
Die Menschen früherer Jahrhunderte lebten hauptsächlich als Selbstversorger vom Ackerbau und von der Viehwirtschaft, deren haltbare Produkte (Käse, Wurst, Tierhäute und Wolle) bei fahrenden Händlern getauscht oder verkauft werden konnten.

## Geschichte
Kelten, Römer, Westgoten und selbst die Mauren hinterließen keine verwertbaren Spuren auf dem Gemeindegebiet. In der zweiten Hälfte des 11. Jahrhunderts wurden letztere durch die Armee König Alfons VI. von León wieder aus der Region vertrieben (reconquista), der das Gebiet dem Calatravaorden übergab; anschließend begann die Phase der Wiederbesiedlung (repoblación) durch Christen aus vielen Teilen der Iberischen Halbinsel. Eine schriftliche Erwähnung des Ortsnamens aus dem Hochmittelalter ist nicht bekannt und so geht man von einer Entstehung im 14./15. Jahrhundert aus. Im Jahr 1541 erwarb Doña Ana de la Cerda, die Großmutter der Prinzessin von Eboli († 1592) den Ort und sein Umland; diese blieben unter der Grundherrschaft (señorio) des Herzogtums von El Infantado und damit des Hauses Mendoza bis zum Beginn des 19. Jahrhunderts.

## Sehenswürdigkeiten

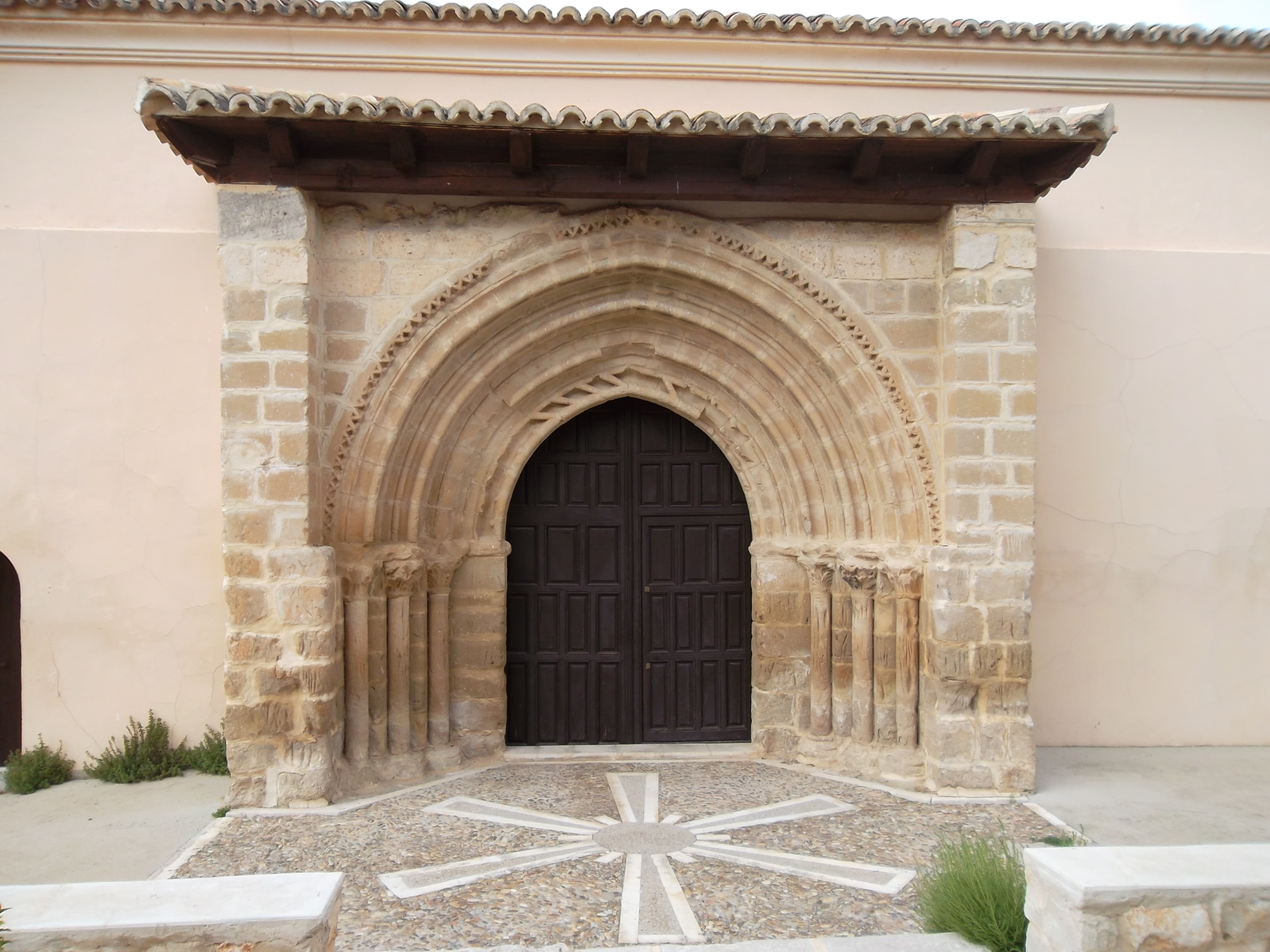
Portal der Kirche

Die kleine spätromanische Iglesia de Nuestra Señora de la Asunción ist der Himmelfahrt Mariens geweiht und besitzt einen dreibogigen Glockengiebel (espadaña) über der schmucklosen Westfassade. Das deutlich aus der umgebenden Wandflucht hervortretende und von einem kleinen Vordach geschützte Stufenportal befindet sich auf der Südseite der Kirche; der äußere Bogen zeigt einen Diamantstab. Das Kirchenschiff ist nicht gewölbt, sondern wird von einem offenen Dachstuhl überspannt. Die Kirche wurde während des Spanischen Bürgerkrieges (1936–1939) beschädigt.